# Monaco in riva al mare
Il Monaco in riva al mare (Der Mönch am Meer) è un dipinto a olio su tela del pittore romantico tedesco  Caspar David Friedrich realizzato tra il 1808 e il 1810 e conservato all'Alte Nationalgalerie di Berlino.

## Storia

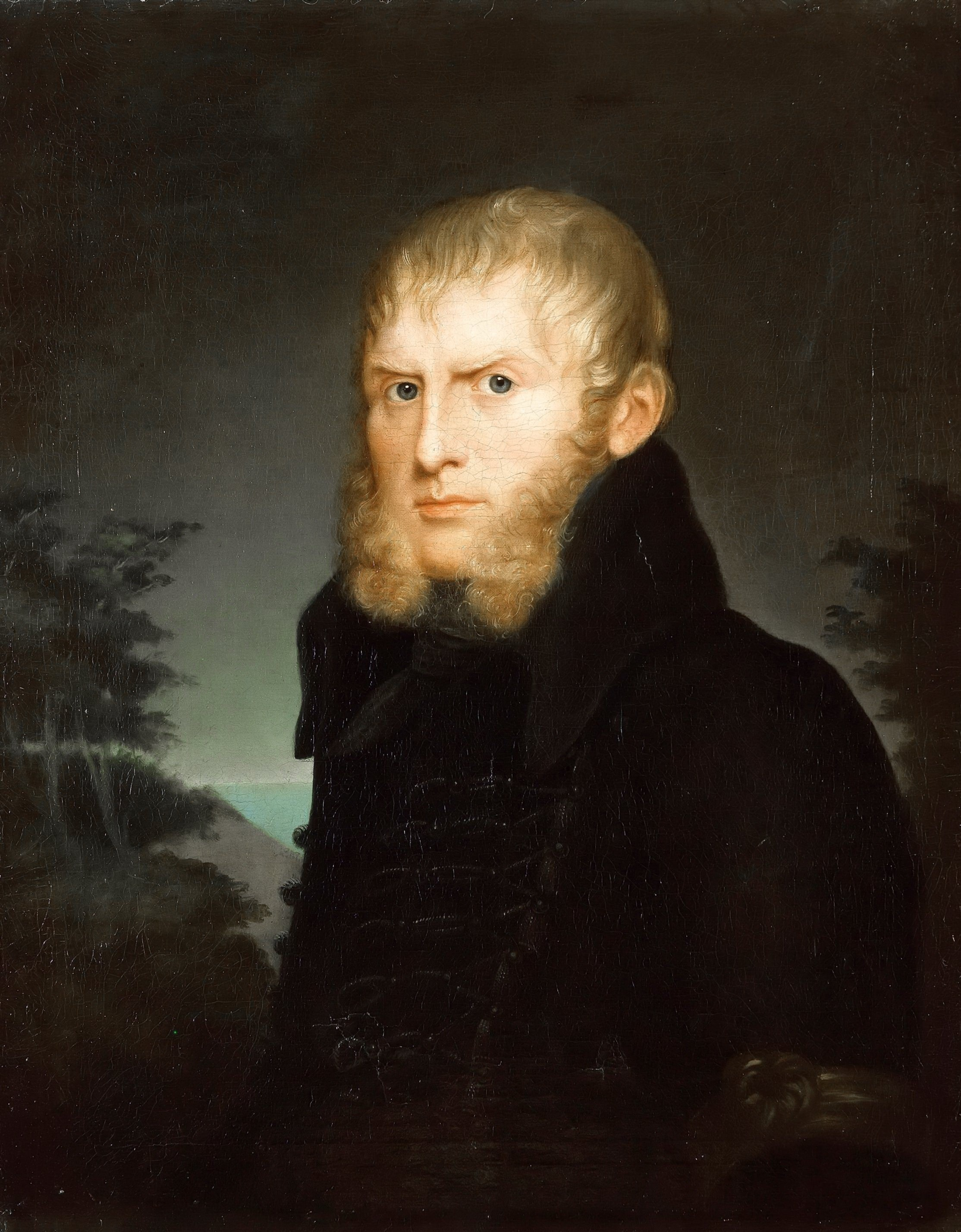
Caroline Bardua, Ritratto di Caspar David Friedrich (1810); olio su tela, 76,5 × 60 cm, Alte Nationalgalerie, Berlino

Caspar David Friedrich iniziò il Monaco in riva al mare a Dresda nel 1808, per poi portarlo a compimento nel 1810. Sebbene quasi tutta la produzione di Friedrich sia basata sul paesaggio, l'artista disegnava e dipingeva nel suo studio, basandosi unicamente sui suoi numerosi schizzi realizzati en plein air, dai quali sceglieva gli elementi più suggestivi da integrare in un'unica composizione espressiva. Questo processo di progettazione è ben evidente nel Monaco in riva al mare, quadro sottoposto a numerosi ripensamenti: due piccole navi a vela inizialmente presenti sul velo d'acqua sono state infatti rimosse, così come il cielo, dapprima diurno, è stato trasformato in notturno, con l'aggiunta della falce lunare e della «stella del mattino» (come precisò lo stesso Friedrich nei suoi appunti).
Il dipinto fu esposto nel 1810 all'Accademia d'Arte di Berlino assieme ad Abbazia nel querceto ed entrambe le opere furono acquistate dal re di Prussia.
Il Monaco in riva al mare destò inizialmente un vivo scalpore. Furono in molti, infatti, a rimproverare Friedrich della mancanza di un repoussoir per guidare all'interno della composizione lo sguardo dell'osservatore, che al contrario si perde nell'immenso vuoto dello sfondo, senza riuscire a «penetrare» l'immagine. L'occhio, infatti, non sa se soffermarsi sulla riva, sul mare o sul cielo, elementi che trasmettono in egual misura la stessa sensazione di vuoto e inquietudine: in tal senso, la nudità ascetica del quadro prelude all'arte astratta, tanto da esser definito «il primo dipinto astratto in un senso veramente moderno». Non mancarono, tuttavia, i ferventi ammiratori: il dipinto piacque moltissimo ad Arthur Schopenhauer, che lo interpretò come una traduzione pittorica del sentimento dell'infinito, e a Heinrich von Kleist, che a proposito scrisse:
L'opera oggi è considerata tra le più rappresentative della poetica di Friedrich, e ha esercitato una vastissima influenza nell'arte ottocentesca e novecentesca. Tra gli artisti più sensibili alla lezione del Monaco in riva al mare troviamo Gustave Courbet, James Abbott McNeill Whistler e Mark Rothko.

## Descrizione
Il Monaco in riva al mare rappresenta una spiaggia deserta. In basso troviamo una duna di sabbia chiara cosparsa d'erba, sovrastata dall'immensa distesa di un mare livido, spoglio e angoscioso, solcato da piccole virgole bianche (forse onde o gabbiani): segue, infine, un cielo denso di nuvole brumose come fumo, che occupa la maggior parte della superficie pittorica.
(Blaise Pascal)

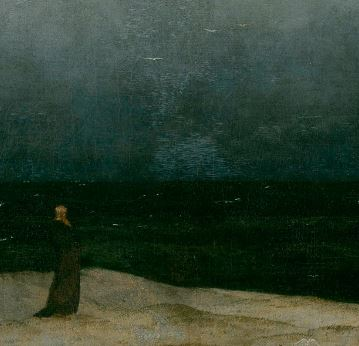
Monaco in riva al mare, particolare.

A contemplare questo paesaggio desolato vi è una singola figura voltata di lato, vestita con una lunga tonaca nera, che si erge solitaria sul sottile lembo di terra. Si tratta di un monaco, e appare quasi completamente estraniato dal mondo che lo circonda, come se fosse oppresso dall'infinitudine del mare: la sua sagoma decentrata si scorge appena non solo per le sue minute dimensioni, ma anche a causa della sua somiglianza cromatica con gli elementi naturali che lo circondano. Malgrado rivolga la schiena all'osservatore, si può ben comprendere che il suo animo rivela un caleidoscopio di emozioni: vi leggiamo, infatti, angoscia, malinconia, inquietudine e smarrimento, oltre che una profonda solitudine interiore.
Il Monaco in riva al mare è una delle tele più rappresentative dell'esperienza estetica del sublime e dell'infinito, tema assai vicino alla sensibilità romantica. Avventuratosi verso l'astrazione pura, infatti, Friedrich diede vita a una «pittura del nulla» che sprofonda in un effetto di vastità e di infinito: è così che in questo dipinto l'immensità della natura si fa metafora dell'uomo che, rapito dall'immensamente grande, aspira all'infinito, per poi prendere consapevolezza della sua piccolezza materiale nei confronti di Dio. La sensazione che Friedrich vuole trasmetterci, quindi, è anche quella del sublime, presenza onnipervasiva nel Romanticismo già teorizzata da Immanuel Kant nella Critica del giudizio. Per Kant la visione dell'infinito spettacolo della natura suscita nell'uomo uno stato d'animo ambivalente, siccome da una parte si sente immensamente fragile e dall'altra prova un vivo sentimento di «meraviglia e stima»: è proprio mediante la consapevolezza della propria impotenza nei confronti della Natura, infatti, che l'uomo scopre la propria grandezza spirituale.
Dal punto di vista tecnico, le gradazioni cromatiche del Monaco in riva al mare sono giocate sulle sfumature e sulle armonie del grigio. Tutto il dipinto è strutturato su una serie di linee orizzontali, cui si contrappone la verticalità dell'esile figura del monaco; la composizione presenta proporzioni esasperate e, come già accennato, è priva di linee di fuga che guidino lo sguardo dello spettatore verso un punto preciso. Ultima peculiarità del Monaco in riva al mare è la presenza di una Rückenfigur (ovvero il monaco): si tratta di una figura in posizione tergale che, colta mentre contempla la grandiosità sospesa della Natura, spinge l'osservatore del dipinto a immedesimarsi in lui e contestualmente a soffermarsi sul paesaggio circostante.